# Document de circulation pour étranger mineur
Pour les articles homonymes, voir DCEM.

## En France
Le document de circulation pour étranger mineur (DCEM) est un document délivré aux étrangers mineurs de moins de 18 ans. Entre autres conditions, l'enfant doit être en situation régulière au moment de la demande et, sauf exception, être entré avec un visa d'au moins trois mois. C'est le cas lorsqu'au moins un de ses parents est en situation régulière pour les enfants entrés en France ou lorsque l'enfant est entré au titre du regroupement familial.
Le DCEM n'est donc pas un titre de séjour et le fait pour un mineur étranger de ne pas en posséder ne constitue en rien un délit. Lors d'un déplacement à l'étranger, ce document le dispense de visa pour retourner dans le territoire français ou dans l'espace Schengen. En conséquence, un mineur étranger qui ne quitte jamais le territoire français ou l'espace Schengen n'a aucun besoin de posséder ce document.
Il est défini par l'article L321-4 du code de l'entrée et du séjour des étrangers et du droit d'asile (CESEDA).